# Yerbabuena, Hidalgo
Yerbabuena är en ort i Mexiko.   Den ligger i kommunen Huasca de Ocampo och delstaten Hidalgo, i den sydöstra delen av landet, 110 km nordost om huvudstaden Mexico City. Yerbabuena ligger 2 133 meter över havet och antalet invånare är 169.
Terrängen runt Yerbabuena är kuperad västerut, men österut är den platt. Runt Yerbabuena är det ganska tätbefolkat, med 75 invånare per kvadratkilometer. Närmaste större samhälle är Mineral del Monte, 16,1 km sydväst om Yerbabuena. Omgivningarna runt Yerbabuena är en mosaik av jordbruksmark och naturlig växtlighet.